# Udy
L'Udy (in russo Уды?; in ucraino Уди?) è un fiume della Russia europea (Oblast' di Belgorod) e dell'Ucraina (Oblast' di Charkiv), affluente di sinistra del Donec. Attraversa la città di Charkiv.

## Descrizione
La sorgente si trova all'interno dello spartiacque Dnepr-Don. Il bacino fluviale si trova sui contrafforti sud-occidentali del Rialto centrale russo. La superficie del territorio è una pianura dolcemente ondulata, sezionata da una fitta rete di calanchi e spaccature. Le elevazioni assolute variano da 250 m nella parte superiore del bacino a 150 m nella parte inferiore. Le foreste e le paludi sono principalmente confinate nelle pianure alluvionali. Nel medio e basso corso si osservano lanche e zone paludose. Il canale del fiume è leggermente tortuoso, largo da 6 a 8 m, in alcune aree 20-35 m. La profondità arriva a 1 m. Nel corso medio e inferiore, il canale è talvolta diviso in rami.
Il fiume scorre mediamente in direzione sud-occidentale, poi meridionale e infine sud-orientale. Il canale è tortuoso, soprattutto nella parte bassa. Sfocia nel Severskij Donec a 825 km dalla foce. Ha una lunghezza di 164 km, l'area del suo bacino è di 3 894 km².